# Coughton
Coughton är en ort och civil parish i Storbritannien.   Den ligger i grevskapet Warwickshire och riksdelen England, i den södra delen av landet, 140 km nordväst om huvudstaden London. Coughton ligger 50 meter över havet och antalet invånare är 139.
Terrängen runt Coughton är huvudsakligen platt. Coughton ligger nere i en dal.Runt Coughton är det ganska tätbefolkat, med 149 invånare per kvadratkilometer. Närmaste större samhälle är Redditch, 9,2 km nordväst om Coughton. Trakten runt Coughton består till största delen av jordbruksmark.